# Pfeifer & Langen
Pfeifer & Langen est une entreprise sucrière et agricole allemande, basée à Cologne. C'est le troisième producteur de sucre d'Allemagne après Südzucker et Nordzucker. Il possède les marques Kölner Zucker et Diamant Zucker. Il possède des implantations à Elsdorf, Euskirchen, Juliers, Lage, Kalkar, Könnern, ainsi qu'en Pologne avec des implantations à Środa Wielkopolska, Gostyń et Miejska Górka et en Roumanie avec une implantation à Oradea.